# Schwäbischer Sportklub Veliki Bečkerek
Schwäbischer Sportklub (također Svebiše, Švapski/Švapsko sportsko/športsko klub/udruženje) bio je nogometni klub iz Velikog Bečkereka (današnjeg Zrenjanina).
Bio je klub Nijemaca. Osnovan je 1922. Klupske boje 1932. bile su bijela i zelena.

## Vanjske poveznice
- Švebiše Sportklub (nem: Schwäbischer Sportklub )